# نرسلینگ
نرسلینگ (به انگلیسی: Nursling) یک روستا در بریتانیا است که در Nursling and Rownhams واقع شده‌است. نرسلینگ ۵٬۱۳۷ نفر جمعیت دارد.